# 고이케 겐지
고이케 겐지(일본어: 小池 兼司, 1939년 2월 5일 ~ )는 일본의 전 프로 야구 선수이자 야구 지도자이다.

## 인물
시즈오카 현립 하마마쓰 상업고등학교를 졸업하고 센슈 대학에 입학, 도토 대학 리그 통산 85경기에 출전해 272타수 69안타, 타율 2할 5푼 4리, 홈런 2개, 28타점 등을 기록했고 베스트 나인을 3차례나 선정되었다. 1961년 난카이 호크스에 입단하면서 견실한 수비와 작은 몸집이면서도 왼쪽으로 끌어들이는 타격 플레이로 간판 유격수로서 활약하는 등 1960년대의 팀을 4차례나 리그 우승 달성에 기여했다. 1963년에는 113개의 병살을 기록하면서 야마다 기요시가 기록한 퍼시픽 리그 유격수 병살 기록을 경신했다. 또 1968년에 유격수로서는 218차례의 연속 수비 기회 무실책이라는 당시의 일본 프로 야구 기록을 수립했다. 1963년부터 1966년까지 4년 연속 베스트 나인, 1964년부터 5년 연속 올스타전에 출전했고 1974년 시즌을 끝으로 선수 생활을 은퇴했다.
은퇴 후에는 난카이 구단에서 편성부장을 역임했고 1983년부터 1985년까지 2군 감독을 맡았다. 1994년 이후에는 대만 프로 야구 팀인 싼샹 타이거스, 허신 웨일스에서 코치를 역임했다.

## 상세 정보

### 출신 학교
- 시즈오카 현립 하마마쓰 상업고등학교
- 센슈 대학

### 선수 경력
- 난카이 호크스(1961년 ~ 1974년)

### 지도자 경력
- 난카이 호크스 2군 감독(1983년 ~ 1985년)
- 싼샹 타이거스 타격 코치(1994년, 1998년)
- 허신 웨일스 타격 코치(1997년)

### 수상·타이틀 경력
- 베스트 나인 : 4회(1963년 ~ 1966년)
- 일본 시리즈 기능상 : 1회(1964년)
- 올스타전 MVP : 1회(1968년 제3차전)

### 개인 기록
- 올스타전 출장 : 5회(1964년 ~ 1968년)
- 통산 1000경기 출장 : 1968년 7월 18일(134번째)

### 등번호
- 2(1961년 ~ 1974년)
- 70(1983년 ~ 1985년)

### 연도별 타격 성적
| 연 도       | 소 속       | 경 기 | 타 석 | 타 수 | 득 점 | 안 타 | 2 루 타 | 3 루 타 | 홈 런 | 루 타 | 타 점 | 도 루 | 도 루 자 | 희 생 번 | 희 생 플 | 볼 넷 | 고 4 | 사 구 | 삼 진 | 병 살 타 | 타 율 | 출 루 율 | 장 타 율 | O P S |
| ----------- | ----------- | ----- | ----- | ----- | ----- | ----- | ------- | ------- | ----- | ----- | ----- | ----- | -------- | -------- | -------- | ----- | ---- | ----- | ----- | -------- | ----- | -------- | -------- | ----- |
| 1961년      | 난카이      | 98    | 238   | 220   | 29    | 46    | 8       | 0       | 9     | 81    | 25    | 7     | 3        | 4        | 1        | 12    | 1    | 1     | 49    | 2        | .209  | .253     | .368     | .621  |
| 1962년      | 난카이      | 133   | 496   | 444   | 56    | 102   | 26      | 0       | 8     | 152   | 43    | 24    | 7        | 11       | 1        | 39    | 1    | 1     | 81    | 8        | .230  | .293     | .342     | .636  |
| 1963년      | 난카이      | 149   | 603   | 534   | 70    | 127   | 19      | 3       | 22    | 218   | 65    | 20    | 14       | 14       | 4        | 47    | 0    | 4     | 82    | 8        | .238  | .304     | .408     | .713  |
| 1964년      | 난카이      | 149   | 616   | 553   | 66    | 144   | 33      | 2       | 10    | 211   | 57    | 30    | 14       | 4        | 3        | 51    | 1    | 5     | 48    | 7        | .260  | .328     | .382     | .710  |
| 1965년      | 난카이      | 137   | 562   | 493   | 64    | 132   | 13      | 2       | 17    | 200   | 63    | 12    | 14       | 3        | 3        | 61    | 2    | 2     | 56    | 8        | .268  | .351     | .406     | .756  |
| 1966년      | 난카이      | 132   | 504   | 436   | 43    | 94    | 13      | 2       | 7     | 132   | 48    | 6     | 8        | 4        | 2        | 59    | 3    | 3     | 70    | 11       | .216  | .313     | .303     | .616  |
| 1967년      | 난카이      | 126   | 412   | 371   | 36    | 72    | 10      | 0       | 7     | 103   | 31    | 5     | 2        | 6        | 1        | 33    | 3    | 1     | 60    | 6        | .194  | .262     | .278     | .539  |
| 1968년      | 난카이      | 136   | 488   | 399   | 45    | 77    | 15      | 1       | 13    | 133   | 44    | 3     | 0        | 10       | 7        | 70    | 7    | 2     | 80    | 5        | .193  | .316     | .333     | .650  |
| 1969년      | 난카이      | 98    | 327   | 286   | 19    | 58    | 8       | 2       | 2     | 76    | 25    | 2     | 2        | 1        | 2        | 36    | 2    | 2     | 53    | 3        | .203  | .296     | .266     | .562  |
| 1970년      | 난카이      | 94    | 230   | 206   | 18    | 40    | 6       | 0       | 4     | 58    | 26    | 1     | 0        | 2        | 1        | 21    | 3    | 0     | 24    | 6        | .194  | .269     | .282     | .550  |
| 1971년      | 난카이      | 88    | 219   | 201   | 19    | 54    | 3       | 0       | 2     | 63    | 24    | 1     | 3        | 0        | 2        | 16    | 0    | 0     | 18    | 5        | .269  | .323     | .313     | .636  |
| 1972년      | 난카이      | 77    | 133   | 115   | 9     | 22    | 2       | 0       | 1     | 27    | 8     | 2     | 0        | 3        | 0        | 15    | 1    | 0     | 20    | 1        | .191  | .285     | .235     | .519  |
| 1973년      | 난카이      | 79    | 146   | 125   | 10    | 26    | 1       | 0       | 2     | 33    | 14    | 0     | 1        | 2        | 1        | 16    | 0    | 1     | 17    | 3        | .208  | .303     | .264     | .567  |
| 1974년      | 난카이      | 40    | 52    | 48    | 3     | 9     | 2       | 0       | 0     | 11    | 0     | 0     | 0        | 1        | 0        | 3     | 0    | 0     | 7     | 0        | .188  | .235     | .229     | .464  |
| 통산 : 14년 | 통산 : 14년 | 1536  | 5025  | 4431  | 487   | 1003  | 159     | 12      | 104   | 1498  | 473   | 113   | 68       | 65       | 28       | 479   | 24   | 22    | 665   | 73       | .226  | .305     | .338     | .643  |

- 굵은 글씨는 시즌 최고 성적.